# Piroge

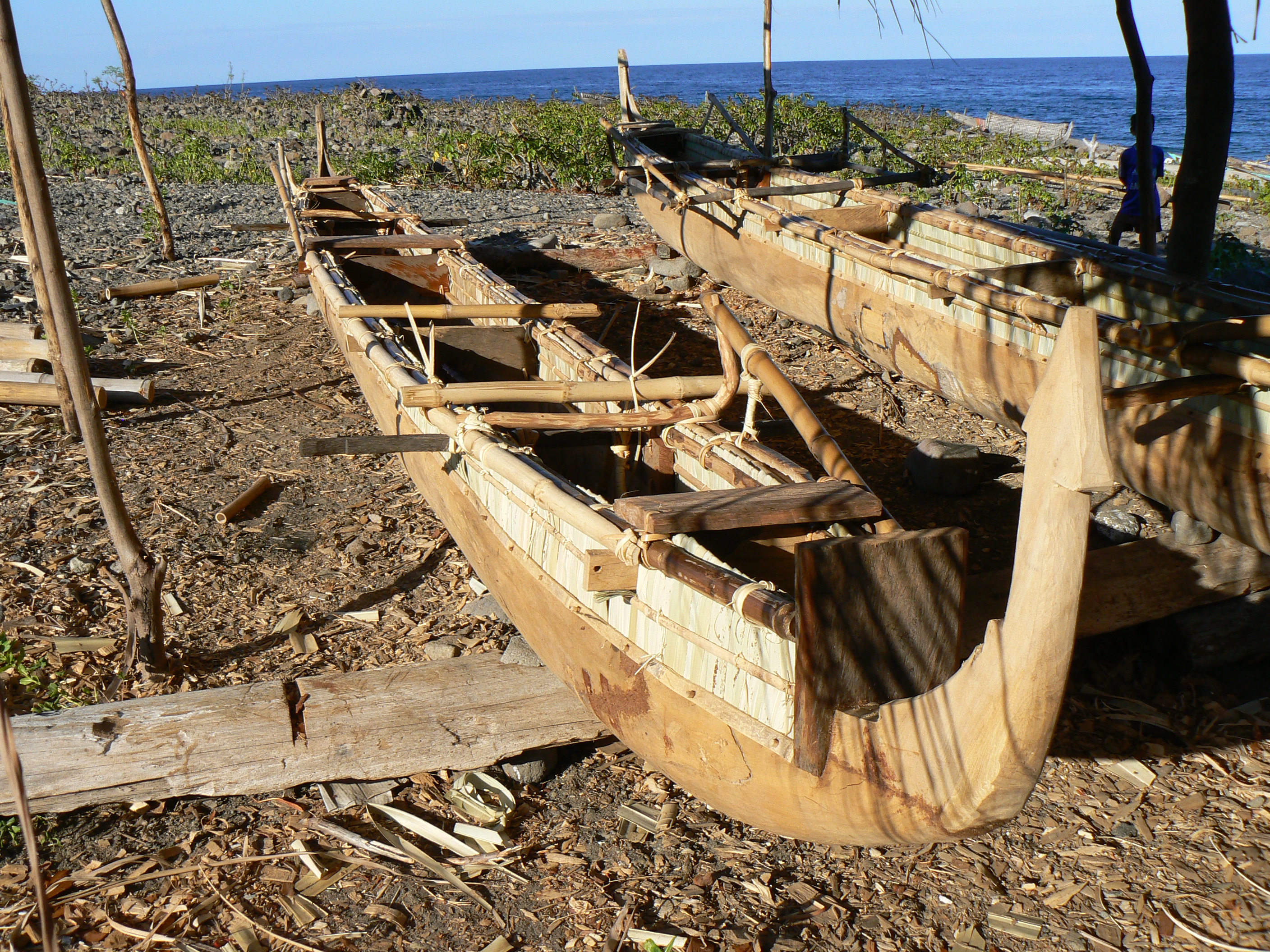
Fischerboot in Maquili (Osttimor). Gut zu erkennen die Planken und Spanten, die den ausgehöhlten Baum erweitern

Piroge bezeichnet einen einfachen historischen Schiffstyp. Eine Piroge ist ein Einbaum, bei dem die Seitenwände durch aufgesetzte Planken erhöht wurden. Spanten verstärken oft den Innenraum. Ausleger stabilisieren das Boot. Zur Fortbewegung dienen traditionell Ruder und Segel. Heutzutage werden Pirogen auch mit Außenbordmotor ausgerüstet. Das Wort Piroge ist abgeleitet vom französischen pirogue, das vom spanisch-karibischen piragua abstammt.

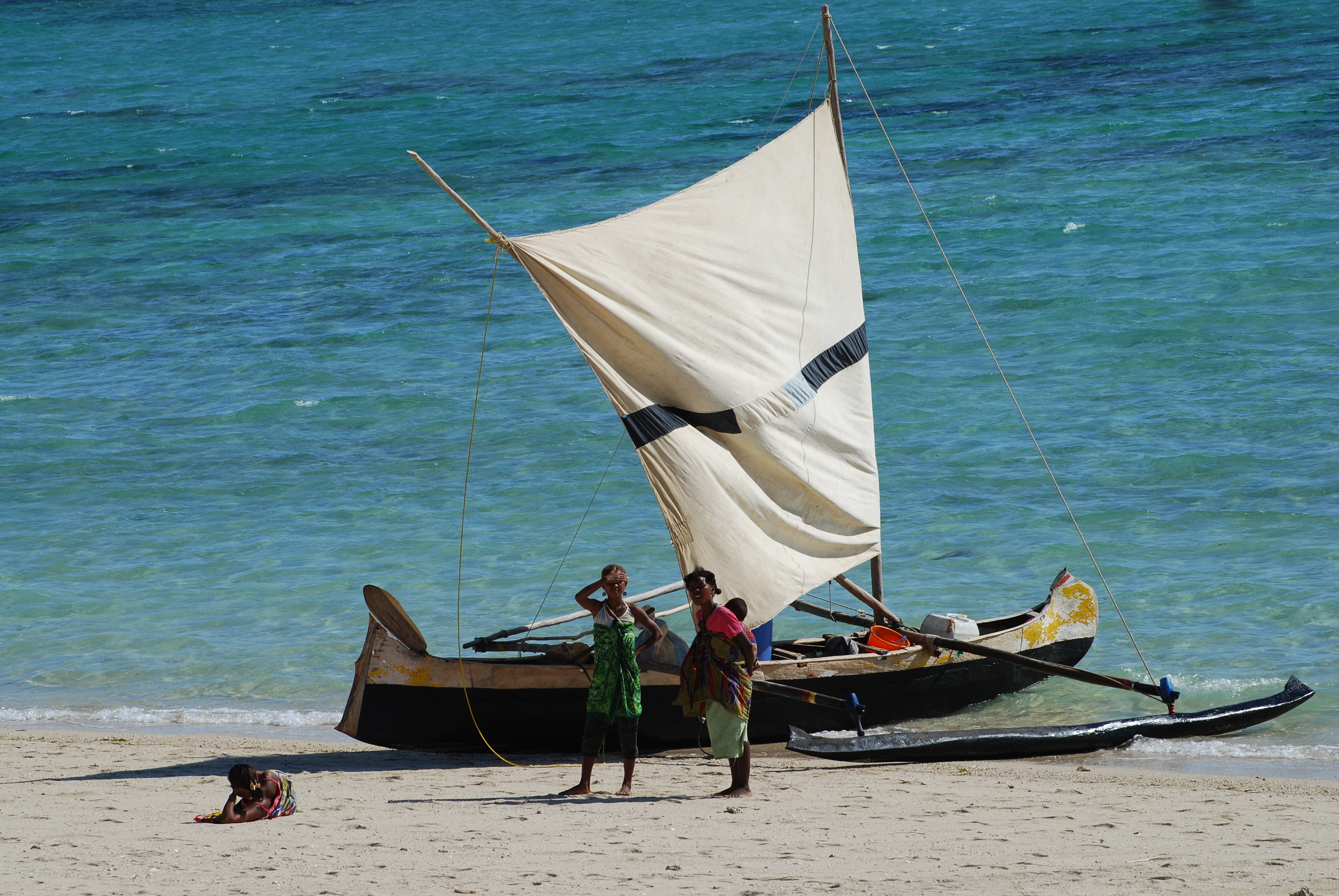
Ein Lakana Auslegerboot mit Segel in Madagaskar

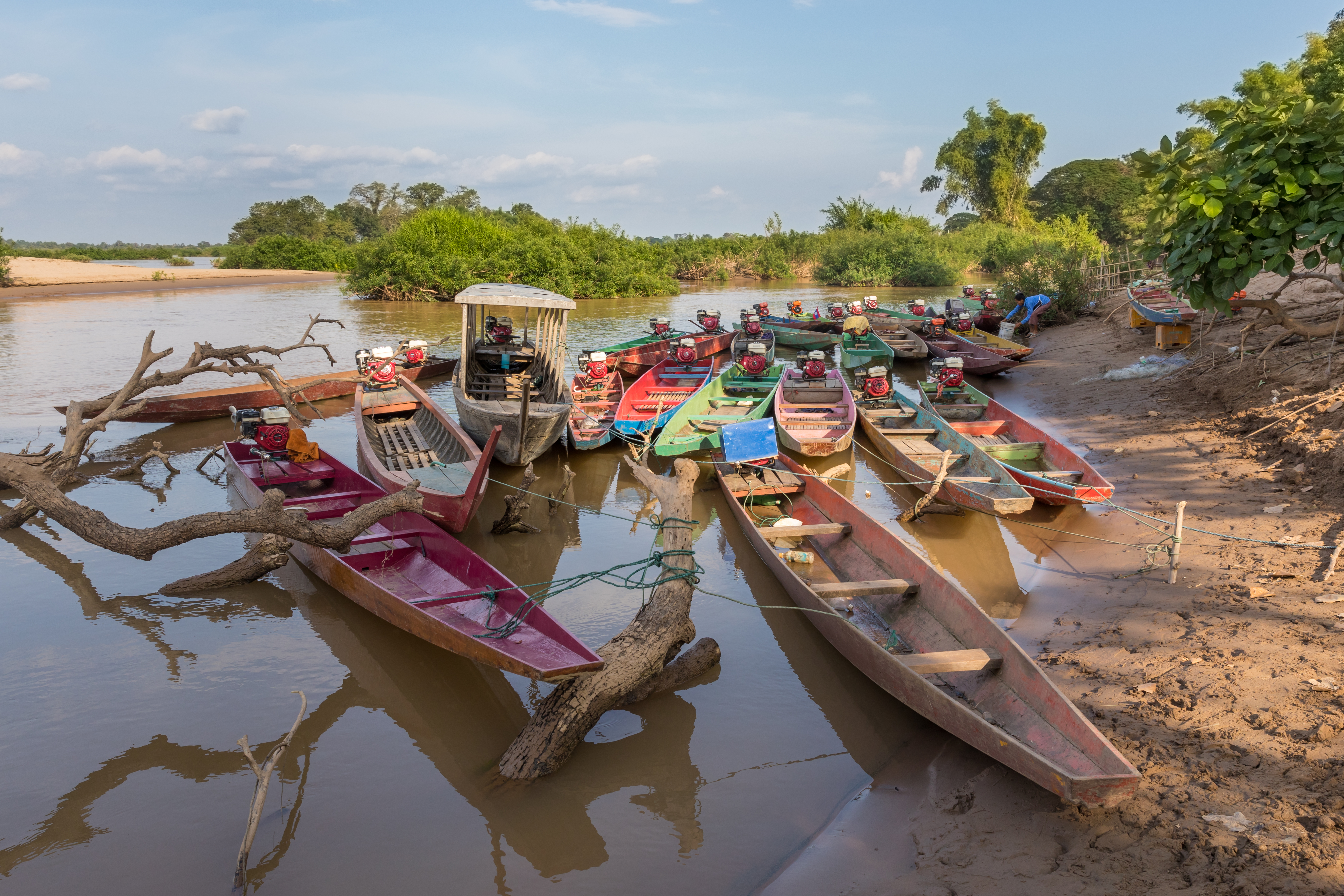
Pirogen am Flussufer des Don Tati, Si Phan Don, Laos.

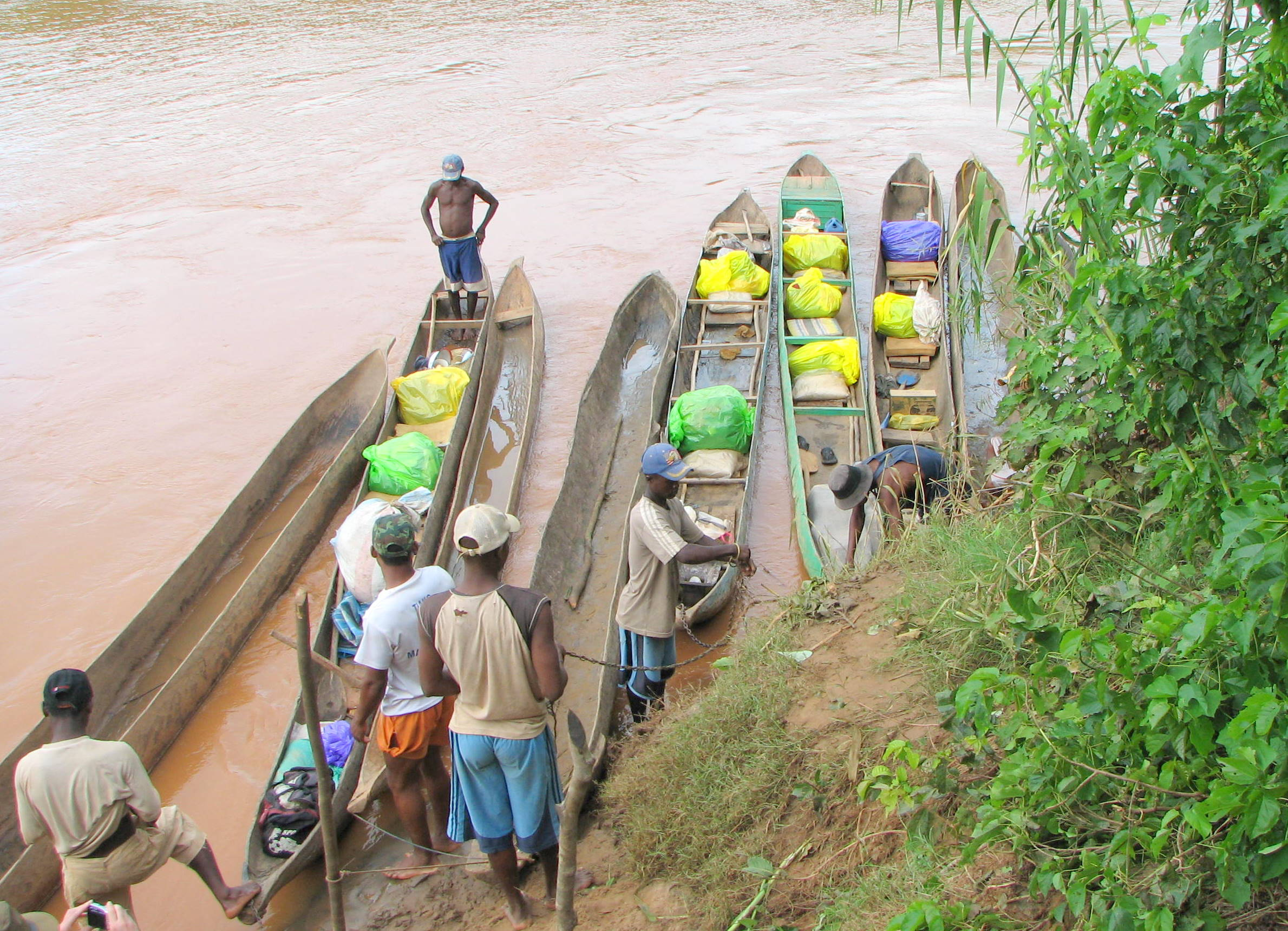
Pirogen in Madagaskar

Im weiteren Sinne werden verschiedene traditionelle kleine Bootstypen in Gebieten, die einst unter französischer oder spanischer Kolonialverwaltung standen, als Pirogen bezeichnet. Der westafrikanische Staat Benin führt diesen Schiffstyp in seinem Staatssiegel.

## Verbreitung
Diese Bootsform gab und gibt es in den unterschiedlichsten Teilen der Erde. Bekannt sind insbesondere die großen Kriegspirogen oder Auslegerkanus der Südseeinsulaner, die bis zu 40 Krieger transportierten und mit herzförmigen Paddeln im Gleichtakt fortbewegt wurden.
Weite Distanzen legten wahrscheinlich die ersten Siedler Madagaskars vor etwa 2000 Jahren mit Pirogen zurück, deren Herkunft man im Malaiischen Archipel vermutet. Noch heute werden in Südostasien Pirogen von Küstenfischern verwendet. In Osttimor werden sie Beiros genannt.
Auch in Westafrika dienen Pirogen traditionell der Küstenfischerei. Hier sind es bis zu 20 Meter lange Holzboote, bei denen auf einen bananenförmig geschwungenen massiven Kiel Bordwände aufgesetzt sind, wobei an Bug und Heck der Kiel etwa zwei Meter weit übersteht. Typischerweise sind die Pirogen bunt bemalt. Als Landungsplätze dienen vorzugsweise Sandstrände, wo die Boote aus dem Wasser gezogen werden. Wenn die Pirogen vom Strand aus in See stechen, sind sie auch geeignet, starke Brandung zu überwinden.
Auch bei den Ureinwohnern Amerikas waren Pirogen im Gebrauch. So wurden sie auch bei der Lewis-und-Clark-Expedition (1804–1806) verwendet.

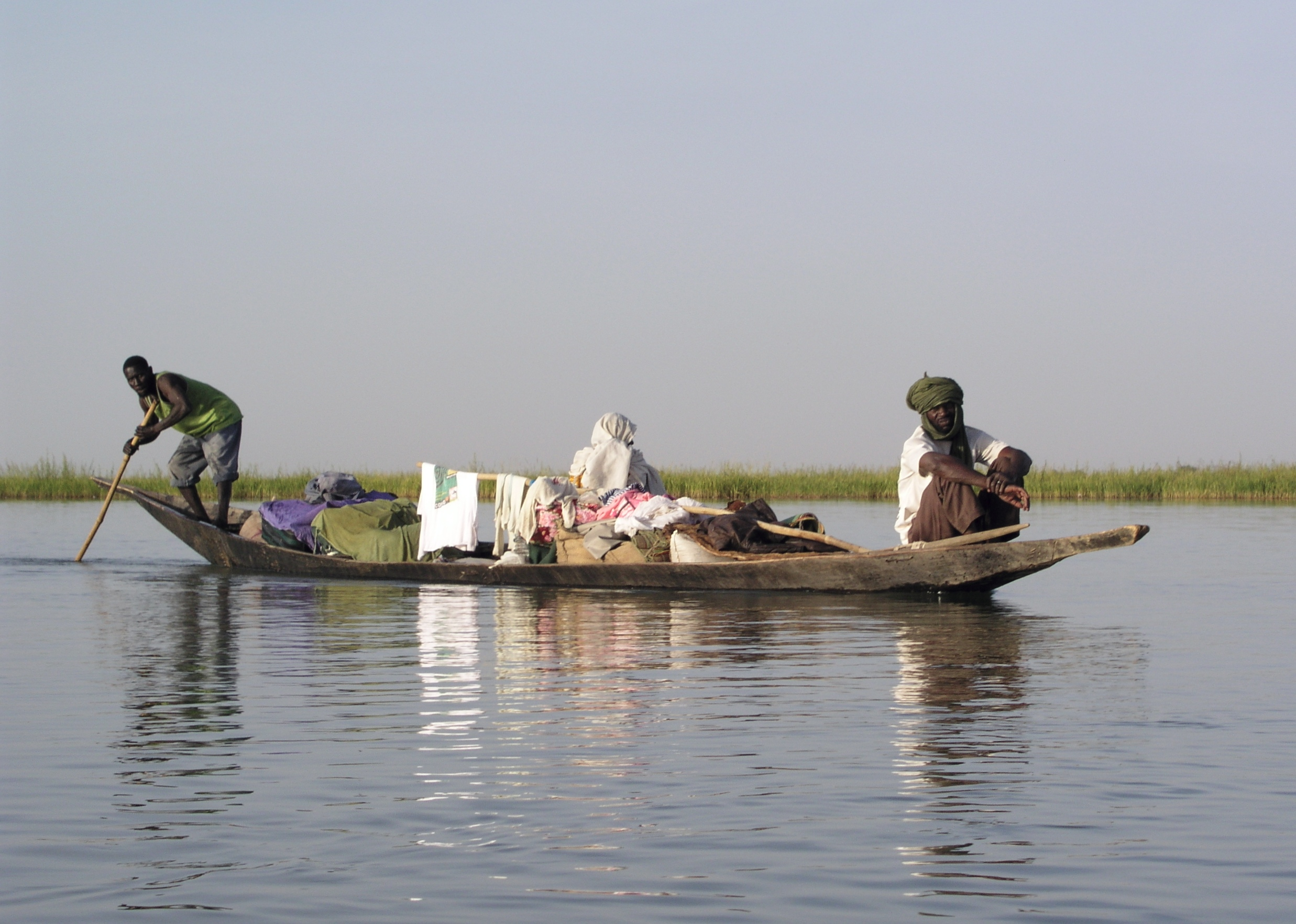
Pirogen auf dem Fluss Niger in Niger (Video, ohne Ton, 11 sek)
- Eine Piroge auf dem Fluss Niger in Mali
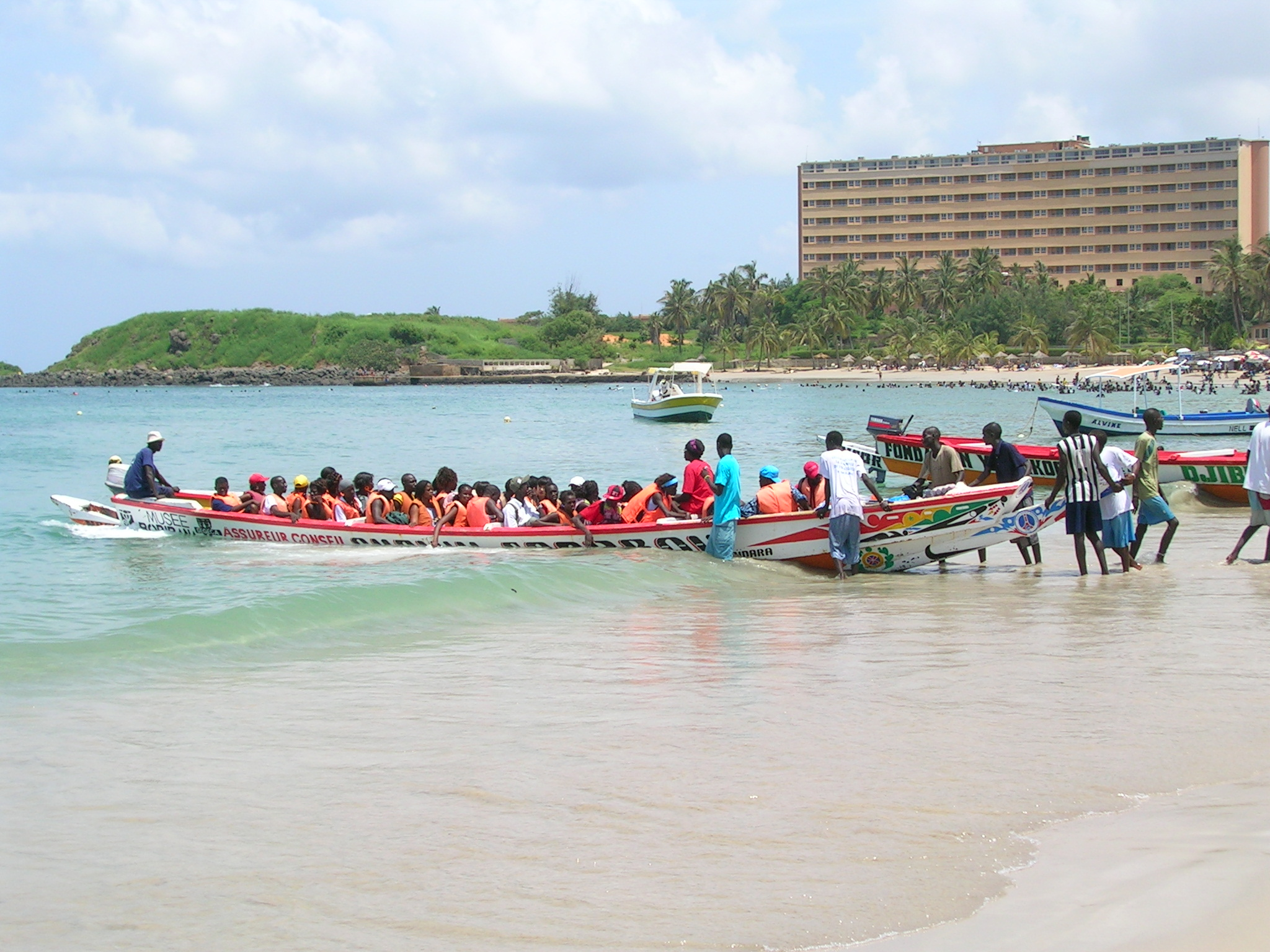
Abfahrt einer Piroge von Ngor am Cabo Verde zur Insel Ngor (Senegal)
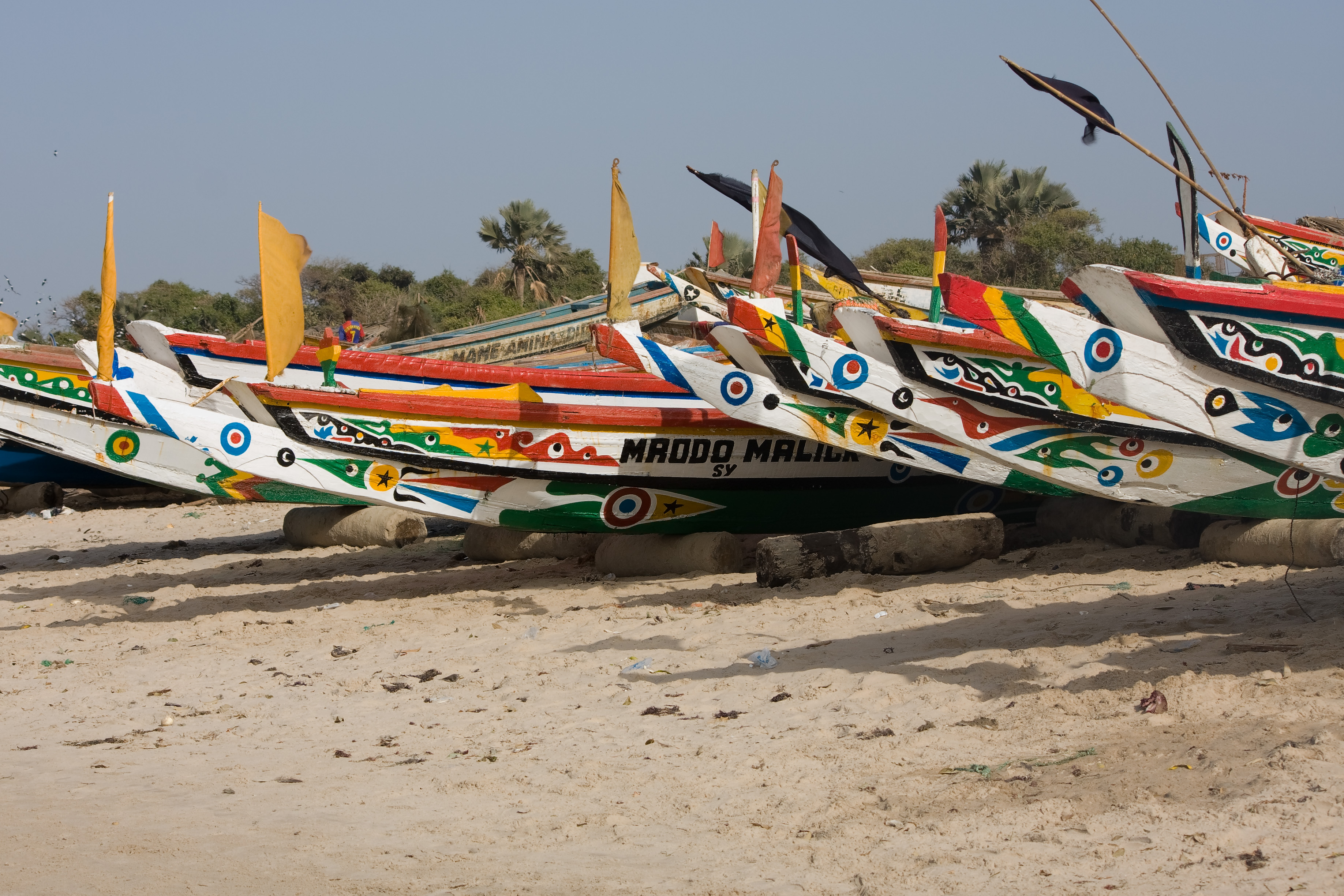
Fischerboote am Strand in Gambia
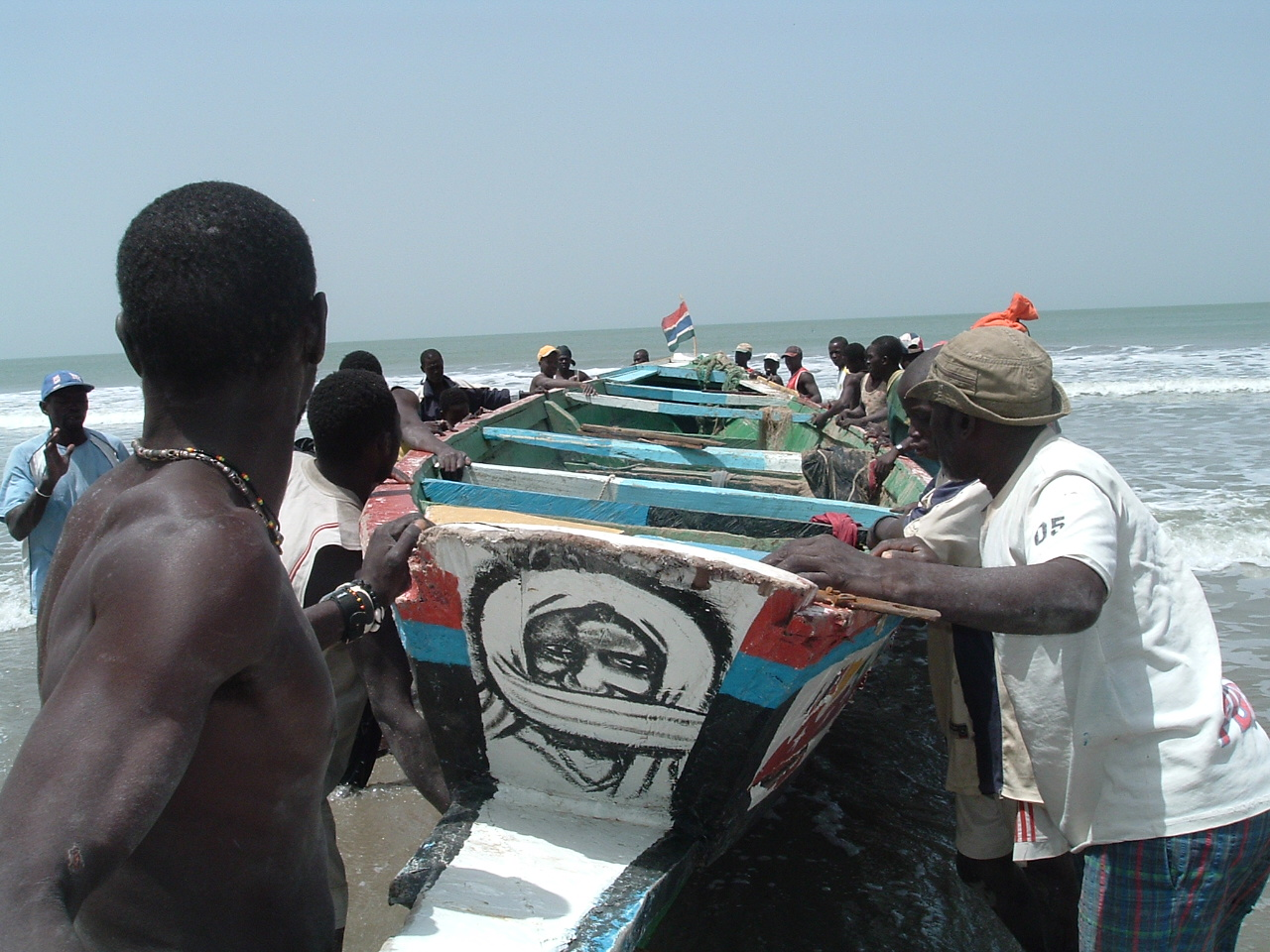
Ein Fischerboot am Strand in Gambia wird zu Wasser gelassen
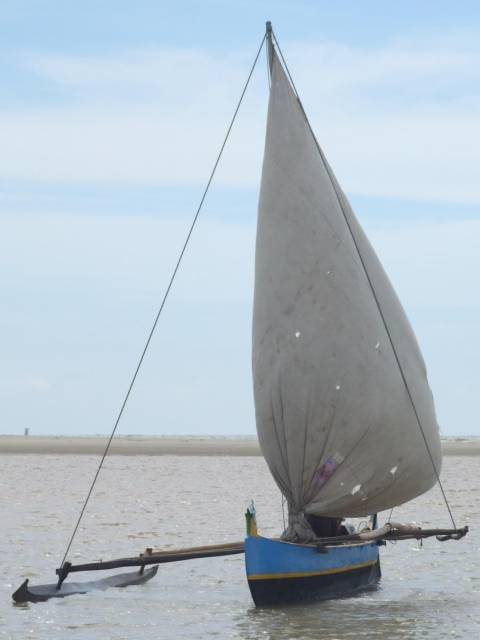
Eine Piroge in Madagaskar
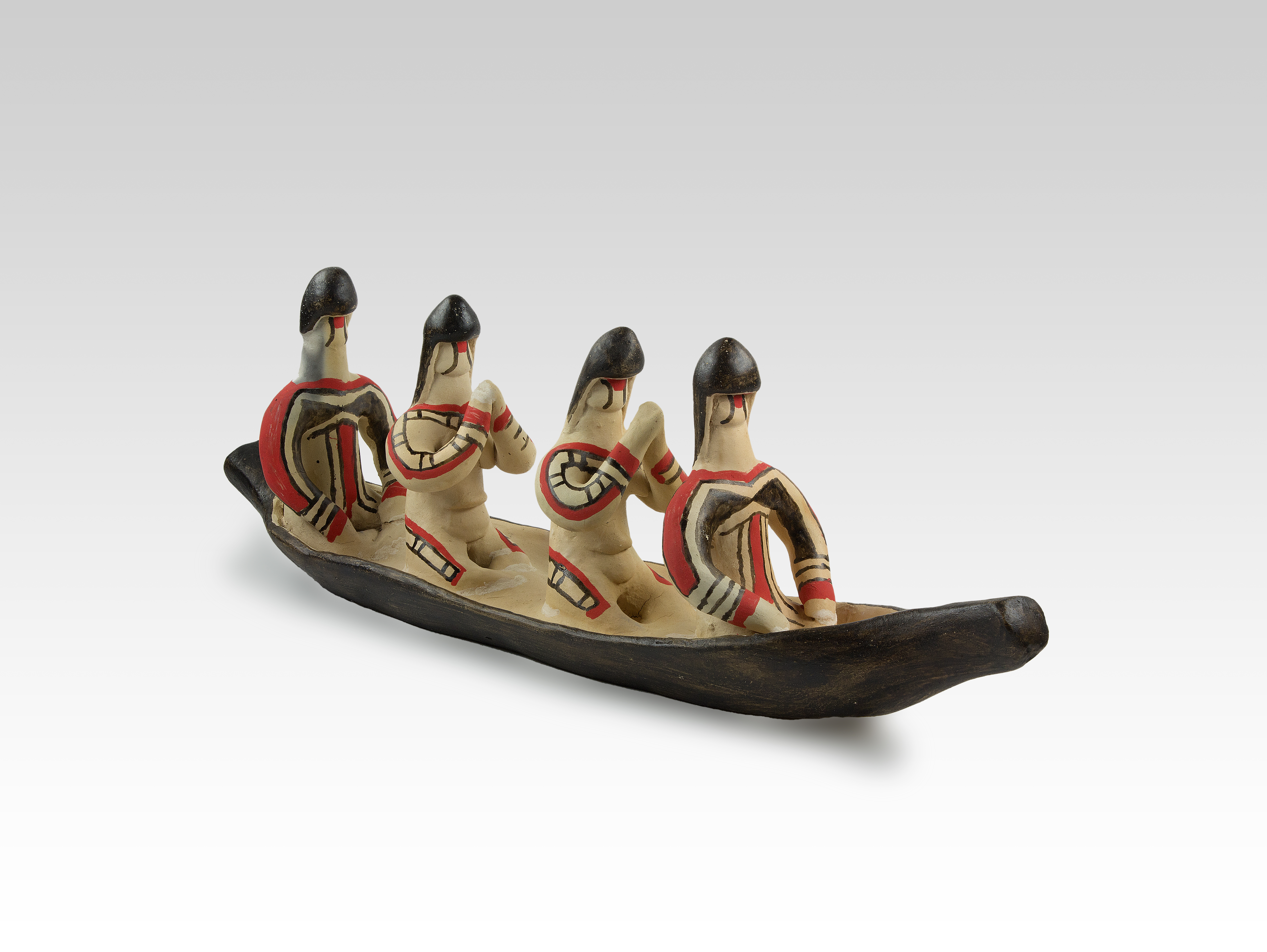
Eine Piroge in Brasilien